# 皮埃尔·肖代洛·德拉克洛
皮埃尔·安布罗斯·弗朗索瓦·肖代洛·德拉克洛（法語：Pierre Ambroise François Choderlos de Laclos，法語：[pjɛʁ ɑ̃bʁwaz fʁɑ̃swa ʃɔdɛʁlo də laklo]，1741年10月18日—1803年9月5日），法國小說家、官員、共濟會員和陸軍將軍，以寫書信體小說《危險關係》（1782）而知名。
作為法國文學界的一個獨特案例，他在很長一段時間內被認為是與薩德侯爵或雷蒂夫一樣的醜聞作家。他是一個對人際關係不抱幻想的軍官，也是一個業餘作家；然而，他最初的計劃是「寫一部脫離常規的作品，製造噪音，在他死後還能留在世上」；從這個角度看，他的代表作《危險關係》的名聲基本達到了他的目標。這部作品是18世紀小說文學的代表作之一，探討貴族階層的風流韻事。它引發了許多批評和分析性評論，並為多部戲劇和電影提供了靈感。